# 톤즈주

톤즈 주의 위치

톤즈주(영어: Tonj State)는 남수단 서부 바르알가잘 지방에 위치한 주로 주도는 톤즈이며 면적은 23,080.9km2, 인구는 448,950명(2014년 기준)이다.
2015년에 실시된 행정 구역 개편에 따라 와랍 주에서 분리되어 신설되었다. 북동쪽으로는 북리에치 주, 동쪽으로는 남리에치 주, 남동쪽으로는 고크 주, 남쪽으로는 서레이크스 주, 남서쪽으로는 그부드웨 주, 서쪽으로는 와우 주, 북서쪽으로는 고그리알 주와 접한다. 1개 시, 18개 군을 관할한다.